# Sucinikermes kulickae
Sucinikermes kulickae är en insektsart som beskrevs av Koteja 1988. Sucinikermes kulickae ingår i släktet Sucinikermes och familjen eksköldlöss.
Artens utbredningsområde är Polen. Inga underarter finns listade i Catalogue of Life.